# Bình Long (provincie)
Bình Long is een voormalige provincie in Zuid-Vietnam. De provincie bevond zich in Dông Nam Bô, een regio in het zuiden van Vietnam. De hoofdstad van de provincie was An Lộc.
De provincie is in 1956 opgericht door de regering van Zuid-Vietnam, door de Thủ Dầu Một te splitsen in Bình Dương, Bình Long en Bình Phước. De provincie heeft bestaan tot 1975 en is opgegaan in de provincie Sông Bé. Sông Bé is ontstaan na de samenvoeging van de provincies Bình Dương, Bình Long en Bình Phước. 